# Stanley-Cup-Playoffs 1960
Die Playoffs um den Stanley Cup des Jahres 1960 begannen am 23. März 1960 und endeten am 14. April 1960 mit dem 4:0-Erfolg der Canadiens de Montréal gegen die Toronto Maple Leafs. Die Canadiens gewannen somit ihren fünften Titel in Serie sowie den insgesamt zwölften der Franchise-Geschichte. Die fünf aufeinander folgenden Stanley-Cup-Siege sind ebenso eine bis heute gültige Bestmarke wie die zehn Finalteilnahmen in Folge (1951–1960). Zudem gelang es Montréal 1960 als bis heute letztem Team, die Playoffs ohne eine einzige Niederlage zu bestreiten; zuvor war dies (bei acht benötigten Siegen) nur den Detroit Red Wings im Jahre 1952 geglückt. Darüber hinaus führten Bernie Geoffrion und Henri Richard von den Canadiens die Scorerliste der post-season an. Für die Maple Leafs hingegen war es die zweite Finalniederlage in Folge, nachdem die Mannschaft im Jahr zuvor mit 1:4 gegen Montréal verloren hatte.

## Modus
Für die Playoffs qualifizierten sich die vier besten Teams der Liga. Im Halbfinale standen sich der Erste und der Dritte sowie der Zweite und der Vierte der Abschlusstabelle gegenüber. Die jeweiligen Sieger bestritten anschließend das Stanley-Cup-Finale.
Alle Serien wurden dabei im Best-of-Seven-Modus ausgetragen, das heißt, dass ein Team vier Siege zum Weiterkommen benötigte. Das höher gesetzte Team hatte dabei in den ersten beiden Spielen Heimrecht, die nächsten beiden das gegnerische Team. Sollte bis dahin kein Sieger aus der Runde hervorgegangen sein, wechselte das Heimrecht von Spiel zu Spiel. So hatte die höher gesetzte Mannschaft in den Spielen 1, 2, 5 und 7, also vier der maximal sieben Spiele, einen Heimvorteil.
Bei Spielen, die nach der regulären Spielzeit von 60 Minuten unentschieden blieben, folgte die Overtime. Sie endete durch das erste erzielte Tor (Sudden Death).

## Qualifizierte Teams
- (1) Canadiens de Montréal
- (2) Toronto Maple Leafs
- (3) Chicago Black Hawks
- (4) Detroit Red Wings

## Playoff-Baum
|  | Halbfinale | Halbfinale            | Halbfinale |  |  | Stanley-Cup-Finale | Stanley-Cup-Finale    | Stanley-Cup-Finale |
|  |            |                       |            |  |  |                    |                       |                    |
|  |            |                       |            |  |  |                    |                       |                    |
|  | 1          | Canadiens de Montréal | 4          |  |  |                    |                       |                    |
|  | 3          | Chicago Black Hawks   | 0          |  |  |                    |                       |                    |
|  |            |                       |            |  |  | 1                  | Canadiens de Montréal | 4                  |
|  |            |                       |            |  |  | 2                  | Toronto Maple Leafs   | 0                  |
|  | 2          | Toronto Maple Leafs   | 4          |  |  |                    |                       |                    |
|  | 4          | Detroit Red Wings     | 2          |  |  |                    |                       |                    |
|  |            |                       |            |  |  |                    |                       |                    |

## Halbfinale

### (1) Canadiens de Montréal – (3) Chicago Black Hawks
| 24. März 1960 | Canadiens de Montréal Jean Béliveau (11:05) André Pronovost (15:04) Dickie Moore (28:45) Bernie Geoffrion (50:32) | 4:3 (2:1, 1:1, 1:1) Spielbericht Stand: 1:0 | Chicago Black Hawks Murray Balfour (16:15) Ted Lindsay (36:18) Ron Murphy (58:17) | Forum de Montréal, Montréal, Québec |

| 26. März 1960 | Canadiens de Montréal Dickie Moore (11:38) Marcel Bonin (37:55) Dickie Moore (48:35) Doug Harvey (68:38) | 4:3 n. V. (1:1, 1:0, 1:2, 1:0) Spielbericht Stand: 2:0 | Chicago Black Hawks Kenny Wharram (13:13) Bobby Hull (42:34) Bill Hay (58:58) | Forum de Montréal, Montréal, Québec |

| 29. März 1960 | Chicago Black Hawks | 0:4 (0:0, 0:2, 0:2) Spielbericht Stand: 0:3 | Canadiens de Montréal Bill Hicke (30:15) Jean-Guy Talbot (36:16) Don Marshall (49:39) Bernie Geoffrion (58:04) | Chicago Stadium, Chicago, Illinois |

| 31. März 1960 | Chicago Black Hawks | 0:2 (0:0, 0:2, 0:0) Spielbericht Stand: 0:4 | Canadiens de Montréal Claude Provost (24:47) Dickie Moore (33:09) | Chicago Stadium, Chicago, Illinois |

### (2) Toronto Maple Leafs – (4) Detroit Red Wings
| 23. März 1960 | Toronto Maple Leafs Carl Brewer (56:04) | 1:2 (0:2, 0:0, 1:0) Spielbericht Stand: 0:1 | Detroit Red Wings Gordie Howe (2:38) Len Haley (14:24) | Maple Leaf Gardens, Toronto, Ontario |

| 26. März 1960 | Toronto Maple Leafs Chief Armstrong (13:37) Larry Regan (37:04) Frank Mahovlich (44:02) Bob Pulford (59:13) | 4:2 (1:1, 1:0, 2:1) Spielbericht Stand: 1:1 | Detroit Red Wings Pete Goegan (16:12) Alex Delvecchio (45:50) | Maple Leaf Gardens, Toronto, Ontario |

| 27. März 1960 | Detroit Red Wings Norm Ullman (16:57) Marcel Pronovost (17:18) Len Lunde (36:58) Gerry Melnyk (52:40) | 4:5 n. V. (2:0, 1:4, 1:0, 0:0, 0:0, 0:1) Spielbericht Stand: 1:2 | Toronto Maple Leafs Red Kelly (23:35) Dick Duff (27:00) Bob Pulford (28:05) Red Kelly (39:24) Frank Mahovlich (103:00) | Detroit Olympia, Detroit, Michigan |

| 29. März 1960 | Detroit Red Wings Gary Aldcorn (13:15) Gerry Melnyk (61:54) | 2:1 n. V. (1:0, 0:1, 0:0, 1:0) Spielbericht Stand: 2:2 | Toronto Maple Leafs Carl Brewer (30:29) | Detroit Olympia, Detroit, Michigan |

| 2. April 1960 | Toronto Maple Leafs Allan Stanley (5:14) Bert Olmstead (9:05) Allan Stanley (32:45) Red Kelly (44:32) Larry Regan (52:10) | 5:4 (2:0, 1:2, 2:2) Spielbericht Stand: 3:2 | Detroit Red Wings Warren Godfrey (30:32) Gerry Melnyk (31:56) Jack McIntyre (48:36) Alex Delvecchio (59:19) | Maple Leaf Gardens, Toronto, Ontario |

| 3. April 1960 | Detroit Red Wings Murray Oliver (5:26) Norm Ullman (20:57) | 2:4 (1:1, 1:0, 0:3) Spielbericht Stand: 2:4 | Toronto Maple Leafs Bob Pulford (19:19) Bob Pulford (40:37) Frank Mahovlich (42:40) Dick Duff (57:06) | Detroit Olympia, Detroit, Michigan |

## Stanley-Cup-Finale

### (1) Canadiens de Montréal – (2) Toronto Maple Leafs
| 7. April 1960 | Canadiens de Montréal Dickie Moore (2:27) Doug Harvey (8:55) Jean Béliveau (11:56) Henri Richard (61:30) | 4:2 (3:0, 0:2, 1:0) Spielbericht Stand: 1:0 | Toronto Maple Leafs Bobby Baun (25:23) Bert Olmstead (37:35) | Forum de Montréal, Montréal, Québec |

| 9. April 1960 | Canadiens de Montréal Dickie Moore (1:26) Jean Béliveau (5:56) | 2:1 (2:1, 0:0, 0:0) Spielbericht Stand: 2:0 | Toronto Maple Leafs Larry Regan (19:32) | Forum de Montréal, Montréal, Québec |

| 12. April 1960 | Toronto Maple Leafs Johnny Wilson (36:19) Bert Olmstead (59:47) | 2:5 (0:1, 1:2, 1:2) Spielbericht Stand: 0:3 | Canadiens de Montréal Don Marshall (13:54) Phil Goyette (20:21) Henri Richard (35:27) Phil Goyette (48:57) Maurice Richard (50:07) | Maple Leaf Gardens, Toronto, Ontario |

| 14. April 1960 | Toronto Maple Leafs | 0:4 (0:2, 0:1, 0:1) Spielbericht Stand: 0:4 | Canadiens de Montréal Jean Béliveau (8:16) Doug Harvey (8:45) Henri Richard (36:40) Jean Béliveau (41:21) | Maple Leaf Gardens, Toronto, Ontario |

### Stanley-Cup-Sieger
| Stanley-Cup-Sieger Canadiens de Montréal | Torhüter: Charlie Hodge, Jacques Plante Verteidiger: Doug Harvey, Bill Hicke, Tom Johnson, Albert Langlois, Jean-Guy Talbot, Bob Turner Angreifer: Ralph Backstrom, Jean Béliveau, Marcel Bonin, Bernie Geoffrion, Phil Goyette, Don Marshall, Ab McDonald, Dickie Moore, André Pronovost, Claude Provost, Henri Richard, Maurice Richard (C) Cheftrainer: Toe Blake General Manager: Frank J. Selke |

## Beste Scorer
Abkürzungen: GP = Spiele, G = Tore, A = Assists, Pts = Punkte, +/− = Plus/Minus, PIM = Strafminuten; Fett: Bestwert
| Spieler          | Team     | GP | G | A  | Pts | +/− | PIM |
| ---------------- | -------- | -- | - | -- | --- | --- | --- |
| Henri Richard    | Montréal | 8  | 3 | 9  | 12  | +6  | 9   |
| Bernie Geoffrion | Montréal | 8  | 2 | 10 | 12  | +9  | 4   |
| Red Kelly        | Toronto  | 10 | 3 | 8  | 11  | ±0  | 2   |
| Dickie Moore     | Montréal | 8  | 6 | 4  | 10  | +6  | 4   |
| Alex Delvecchio  | Detroit  | 6  | 2 | 6  | 8   | +2  | 0   |
| Jean Béliveau    | Montréal | 8  | 5 | 2  | 7   | +7  | 6   |
| Bert Olmstead    | Toronto  | 10 | 3 | 4  | 7   | −2  | 0   |
| Larry Regan      | Toronto  | 10 | 3 | 3  | 6   | +2  | 0   |
| Dick Duff        | Toronto  | 10 | 2 | 4  | 6   | ±0  | 6   |
| Gordie Howe      | Detroit  | 6  | 1 | 5  | 6   | +1  | 4   |

Die beste Plus/Minus-Statistik erreichten Albert Langlois und Doug Harvey von den Canadiens de Montréal mit einem Wert von je +13.

## Beste Torhüter
Die kombinierte Tabelle zeigt die jeweils drei besten Torhüter in den Kategorien Gegentorschnitt und Fangquote sowie die jeweils Führenden in den Kategorien Shutouts und Siege.
Abkürzungen: GP = Spiele, Min = Eiszeit (in Minuten), W = Siege, L = Niederlagen, GA = Gegentore, SO = Shutouts, Sv% = gehaltene Schüsse (in %), GAA = Gegentorschnitt; Fett: Bestwert; Sortiert nach Gegentorschnitt.
Erfasst werden nur Torhüter mit 120 absolvierten Spielminuten.
| Spieler        | Team     | GP | Min    | W | L | GA | SO | Sv%  | GAA  |
| -------------- | -------- | -- | ------ | - | - | -- | -- | ---- | ---- |
| Jacques Plante | Montréal | 8  | 488:38 | 8 | 0 | 11 | 3  | 95,0 | 1,35 |
| Terry Sawchuk  | Detroit  | 6  | 404:54 | 2 | 4 | 19 | 0  | 89,9 | 2,82 |
| Johnny Bower   | Toronto  | 10 | 644:54 | 4 | 6 | 31 | 0  | 91,6 | 2,88 |